# 김성용 (연출가)
김성용은 대한민국의 텔레비전 드라마 연출감독이다.

## 드라마
- 2015년 MBC 월화 특별기획드라마 《화정》... 공동연출
- 2016년 MBC 주말 특별기획드라마 《옥중화》 ... 공동연출
- 2018년 MBC 수목 미니시리즈 《손 꼭 잡고, 지는 석양을 바라보자》 ... 공동연출
- 2018년 ~ 2019년 MBC 일요 특별기획드라마 《내사랑 치유기》 ... 연출
- 2021년 MBC 금토 미니시리즈 《검은 태양》 ... 연출
- 2023년 MBC 금토 미니시리즈 《연인》 ... 연출
- 2025년 SBS 월화 미니시리즈 《사계의 봄》 ... 연출